# 마르틴 쿠만
마르틴 쿠만(네덜란드어: Martin Koeman, 1938년 7월 26일~2013년 12월 18일)은 네덜란드의 축구인으로 선수 시절 센터백으로 활동했다. 본명은 마르티뉘스 코르넬리스 쿠만(네덜란드어: Martinus Cornelis Koeman)이며 로날트 쿠만과 에르빈 쿠만의 아버지이다.

## 구단 경력
마르틴 쿠만은 1953년 네덜란드의 아마추어 축구팀 VPV 퓌르메르스테인(네덜란드어: VPV Purmersteijn)에서 축구 선수 경력을 시작했다. 그는 1957년 코흐 안 더 잔에 있는 KFC로 이적했고 1960년까지 KFC에서 뛰었다. 그는 1960년 에레디비시의 FC 블라우빗 암스테르담으로 이적했고 1963년까지 블라우빗의 선수로 활동했다.
1963년 그는 동료 페리 페테르손과 함께 GVAV로 이적했고 1963년 8월 25일 페예노르트 로테르담과의 홈경기에서 GVAV 데뷔전을 가졌다. 쿠만은 1964년 11월 중순 GVAV에서 뛸 당시 요한 크라위프의 AFC 아약스 데뷔전을 목격하기도 했다. 쿠만은 1971년 GVAV가 FC 흐로닝언으로 계승된 후에도 흐로닝언에 남아 1973년까지 흐로닝언에서 뛰었다. 그는 1973년 SC 헤이렌베인으로 이적한 후 1974년 그곳에서 선수 생활을 마감했다.

## 국가대표팀 경력
마르틴 쿠만은 네덜란드 축구 국가대표팀에 정기적으로 발탁되었지만 1964년 4월 12일 네덜란드와 오스트리아와의 경기에 출전한 것이 그의 네덜란드 대표팀 데뷔전이자 마지막 경기가 되었다.

## 개인사
선수 생활에서 은퇴한 후 FC 흐로닝언에서 자원봉사자로 활동했던 마르틴 쿠만에게는 로날트 쿠만과 에르빈 쿠만 두 아들이 있다. 두 아들들 모두 마르틴을 따라 축구 선수로 활동했으며 FC 흐로닝언과 네덜란드 축구 국가대표팀에서 뛰었다.
흐로닝언의 홈구장 외로보르흐의 남쪽 관중석은 클럽에서 뛰었던 마르틴과 로날트, 에르빈의 성을 따 '쿠만스탠드(네덜란드어: Koemantribune)'로 명명되었다. 명명식에는 쿠만 부자가 모두 참석했는데 에르빈은 구단에서 보낸 초대를 받았고 로날트는 명명식 당일 있었던 흐로닝언과 페예노르트 로테르담과의 경기에서 상대팀 페예노르트의 감독으로 외로보르흐에 방문했다.
마르틴은 2013년 12월 15일 심정지로 쓰러졌고 심폐소생술을 받은 뒤 레이우아르던 의료 센터로 이송되었다. 그는 혼수상태에 빠졌고 3일 뒤 12월 18일 75세의 나이로 사망했다. 2021년 6월 16일, FC 흐로닝언, 로날트, 에르빈은 흐로닝언 창립 50주년을 맞아 마르틴의 친구 토니 판 레이우언의 동상 옆에 그의 동상을 건립했다.